# Академический узел
Академи́ческий у́зел в хирургии — связывающий временный узел для связывания концов нитей шовного материала. Представляет собой пару двойных полуузлов, последовательно завязанных один над другим в разные стороны. Это модификация хирургического узла, у которого на второй петле делают два оборота. Это сложный параллельный узел из двух петель с двумя переплетениями в обеих петлях. При этом нужно следить за направлением обносов. Вначале — в одну сторону, потом — в другую. Если направления обносов не менять, получится улучшенный бабий узел — не такой прочный, как академический.
Академический узел легче завязывать, если верёвка находится под натяжением. Узел удобно использовать, когда есть необходимость стянуть и обвязать верёвкой какой-либо упругий тюк (или ношу), а затянутую первую половину узла на верёвке, не отпуская руками её концов, приходится прижимать коленом.
Достаточно надёжен как на верёвках из растительных материалов, так и синтетических тросах и рыболовных лесках.
«Академический» связывающий узел используют для связывания двух концов одной верёвки, но не концов двух отдельных верёвок.

## Способ завязывания
Сделать один двойной полуузел; сделать другой двойной полуузел в противоположную сторону; затянуть.
Ошибки при завязывании
- Ошибка — завязывают второй двойной полуузел в ту же сторону, что и первый двойной полуузел

## Признаки
Плюсы
- Фиксирует нужное натяжение уже после первого же двойного полуузла (что освобождает пальцы рук для более удобного завязывания второго двойного полуузла)
- Легко развязывать

Минусы
- Узел — громоздкий
- Повышенный расход троса
- Необходимы схватки ходовых концов за коренные
- Возможно ошибиться при завязывании

## Применение
В морском деле
- Для временного связывания вместе концов двух тросов при сильной тяге[8]

В рыболовстве
- Для временного связывания вместе концов двух рыболовных лесок

В хирургии
- Для стягивания разреза и временного связывания вместе концов шовного материала

## Связывающие узлы
- прямой
- воровской
- бабий
- тёщин

## Конфликт названий

«Простой узел Ашера» также называют «академическим узлом», но в спортивном туризме.